# NGC 1262
NGC 1262 este o intermediate spiral galaxy⁠(d) situată în constelația Eridanul. A fost descoperită în 12 noiembrie 1885 de către Francis Leavenworth.